# Santiago Aldama
Santiago Aldama Alesón (Quel, 7 dicembre 1968) è un ex cestista spagnolo.

## Biografia
È il padre del cestista Santi Aldama.

## Carriera
Con la Spagna ha disputato i Giochi olimpici di Barcellona 1992.

## Palmarès
- Copa del Rey: 1

Saragozza: 1990